# Nati nel 1948/Senza giorno specificato
| Questa pagina contiene informazioni ricavate automaticamente dalle voci biografiche con l'ausilio del template Bio e di un bot. L'aggiornamento è periodico e automatico e ricostruisce completamente la pagina. Se manca una persona in questa lista, sei pregato di non aggiungerla, ma accertati piuttosto che la sua voce biografica contenga il template Bio e che i dati anagrafici siano correttamente compilati. Se il template Bio manca, inseriscilo tu stesso o, in alternativa, metti l'avviso {{tmp\|Bio}} che ne segnala la mancanza. Se i dati riportati sono sbagliati, correggi direttamente la voce biografica; le modifiche saranno visibili in questa lista entro pochi giorni. Per chiarimenti vedi il progetto biografie. La lista contiene solo le 222 persone che sono citate nell'enciclopedia e per le quali è stato implementato correttamente il template Bio. Pagina aggiornata al 18 ago 2025. |

- Alaa Hussein Ali, politico e militare kuwaitiano
- Ahmed Alaoui, ex calciatore marocchino
- Stefano Ales, saggista italiano
- Floarea Anca, ex cestista rumena
- Marino Anesa, musicologo e etnografo italiano († 2014)
- Annie Cohen-Solal, scrittrice e storica francese
- Dorothy Anstett, modella statunitense
- Robyn Archer, cantautrice e regista australiana
- Adriana Argalia, fotografa e artista italiana
- Evelyn Ashamallah, pittrice e artista egiziana
- Sion Assidon, attivista marocchino
- Michael Baigent, saggista neozelandese († 2013)
- Loren C. Ball, astronomo statunitense
- Bruno Baresi, cantante italiano
- Elizabeth Bartlet, musicologa canadese († 2005)
- Giuseppe Belloli, serial killer italiano
- Mohammed Bennis, poeta marocchino
- Aba Andam, fisica ghanese
- Sergio Benvenuto, psicoanalista, filosofo e scrittore italiano
- Donatella Bisutti, poetessa e traduttrice italiana
- Andrew Blake, regista e fotografo statunitense
- Paul Blake, attore britannico
- Antonio Bobò, pittore e incisore italiano
- Giovanni Pascutto, giornalista e scrittore italiano
- Mario Bonura, cantautore italiano († 2010)
- Ivana Borgia, cantante e attrice italiana
- Miguel Ángel Borrelli, giocatore di biliardo argentino († 2021)
- Michèle Boule, modella francese
- Raymond S. Bradley, climatologo britannico
- Goran Brajković, cestista jugoslavo († 2013)
- Remo Cacitti, storico e filantropo italiano († 2023)
- Isabella Camera d'Afflitto, arabista e traduttrice italiana
- Serena Cantalupi, attrice italiana
- Toni Cappellari, dirigente sportivo e allenatore di pallacanestro italiano
- Gian Paolo Caprettini, semiologo e giornalista italiano
- Ruggero Cara, attore italiano († 2018)
- Ricardo Carmona, fisico spagnolo († 1986)
- Walter Carvalho, direttore della fotografia e regista brasiliano
- Sandro Cecca, regista e sceneggiatore italiano
- Christopher Chadman, ballerino, coreografo e attore statunitense († 1995)
- Nikos Charalampous, calciatore cipriota († 2021)
- Alan Charlton, artista britannico
- Giovanni Chiaramonte, fotografo e fotoreporter italiano († 2023)
- Abigail Child, poetessa, sceneggiatrice e regista statunitense
- Gabriela Ciocan, cestista rumena († 2011)
- Detlev Claussen, sociologo tedesco
- Peggy Cohen-Kettenis, psicologa olandese
- Giuseppe Colombo, produttore cinematografico e produttore televisivo italiano
- Giovanni Commare, scrittore italiano
- Mario Convertino, designer italiano († 1996)
- Doug Cook, ex cestista statunitense
- Rosita Copioli, poetessa, scrittrice e traduttrice italiana
- Metin Coşkun, attore turco
- Euro Cristiani, batterista, cantante e compositore italiano
- Mel Croucher, imprenditore, giornalista e compositore britannico
- Roberto Curilovic, aviatore argentino
- Clamma Dale, attrice e soprano statunitense
- Francesco Dalessandro, poeta e traduttore italiano
- Françoise David, politica canadese
- Cliff Davies, batterista e produttore discografico statunitense († 2008)
- John Day, biblista britannico
- Carla De Bellis, saggista e poetessa italiana
- Olivia De Berardinis, artista e illustratrice statunitense
- Giuliano De Marinis, archeologo, etruscologo e restauratore italiano († 2012)
- Thomas A. DeFanti, informatico statunitense
- Roberto Della Rocca, dirigente d'azienda italiano
- Franco Di Trocchio, attore italiano
- Park Dietz, psichiatra forense e criminologo statunitense
- Javier Echeverrìa, docente spagnolo
- Mohamed El Jem, attore, sceneggiatore e comico marocchino
- Dahir Adan Elmi, politico e generale somalo
- Margaret Elphinstone, scrittrice scozzese
- Israel Englander, imprenditore statunitense
- Antonio Enzi, sciatore alpino e allenatore di sci alpino italiano († 1979)
- Dave Farrington, allenatore di calcio e calciatore neozelandese († 2008)
- Jillali Ferhati, regista e produttore cinematografico marocchino
- Ivano Ferrari, poeta italiano († 2022)
- David Fisher, architetto italiano
- Raúl Forteis, ex calciatore argentino
- Michela Franco Celani, scrittrice e traduttrice italiana
- Daan Frenkel, fisico olandese
- Lodovico Gasparini, regista italiano
- Robert Gass, compositore statunitense
- Giovanni Giannoni, politico sammarinese
- Colin Gibson, scenografo australiano
- Alan Gillett, allenatore di calcio inglese
- Michael Gregorio, scrittore britannico
- Alain Gresh, giornalista francese
- Philippe Grimbert, scrittore e psicanalista francese
- Alain Guerreau, storico e medievista francese
- Elio Guerriero, teologo e saggista italiano
- Giulio Guidorizzi, grecista e traduttore italiano
- Krzysztof Guła, ex cestista polacco
- Alain Génestier, pilota di rally francese
- Werner Hamacher, critico letterario e filosofo tedesco († 2017)
- Russ Hamilton, giocatore di poker statunitense
- Jonathan Harr, scrittore statunitense
- A. S. A. Harrison, scrittrice e artista canadese († 2013)
- John Harrison, regista cinematografico, sceneggiatore e produttore cinematografico statunitense
- Julyan Holmes, scrittore britannico
- Shaykha Sabika bint Ibrahim Al Khalifa, principessa bahreinita
- Camilla Iulli, ex pallavolista italiana
- Mark Jacobson, giornalista e sceneggiatore statunitense
- Dinah Jefferies, scrittrice britannica
- İbrahim Kaypakkaya, politico e rivoluzionario turco († 1973)
- Franz Kehrer, scultore italiano
- Andrew King, manager britannico
- Susan Hogan, attrice canadese
- Bodys Isek Kingelez, scultore della Repubblica Democratica del Congo († 2015)
- John Kleeves, saggista italiano († 2010)
- Erkki Kourula, magistrato finlandese
- Rainer Kracht, astronomo tedesco
- Uli Krohm, attore e doppiatore tedesco
- James Howard Kunstler, saggista, giornalista e scrittore statunitense
- Roberto Kusterle, fotografo italiano
- Marcela Lagarde, antropologa e politica messicana
- Luciano Lai, astronomo italiano
- Paolo Lanaro, scrittore italiano
- Jean-Pierre Lemaire, poeta francese
- Wendee Levy, astronoma statunitense
- Anatole Liebermann, violoncellista russo
- Ed Logg, autore di videogiochi statunitense
- Giancarlo Lucariello, produttore discografico, editore e regista italiano
- Huda Lutfi, artista egiziana
- François-Marie Léthel, presbitero e teologo francese
- Giuseppe Magliolo, mafioso italiano († 1981)
- Luigi Mainolfi, artista italiano
- Ian Saem Majnep, naturalista papuano († 2007)
- Christopher Makos, fotografo e artista statunitense
- Erminia Manfredini, ex calciatrice e allenatrice di calcio italiana
- Mohamed Mansour, imprenditore e politico egiziano
- Luciano Marrocu, storico e scrittore italiano
- Emanuela Martini, critica cinematografica e direttrice artistica italiana
- Giovanni Mazzotti, medico e anatomista italiano († 2011)
- Alex McCall, ex calciatore scozzese
- Susan Meiselas, fotografa statunitense
- Vito Mercurio, violinista, arrangiatore e compositore italiano
- Marilyn Minter, pittrice, scultrice e fotografa statunitense
- Paola Maria Minucci, traduttrice e critica letteraria italiana
- Antonio Moliner Prada, storico e scrittore spagnolo
- Anne Morelli, storica belga
- Richard G. Morris, neuroscienziato britannico
- Abderrahim Mouadden, scrittore, critico letterario e giornalista marocchino († 2014)
- Muse Bihi Abdi, politico e militare somalo
- Azar Nafisi, scrittrice e anglista iraniana
- Cathy Nagel, ex sciatrice alpina statunitense
- Tobie Nathan, psicoanalista, scrittore e diplomatico francese
- Beppe Navello, regista e direttore artistico italiano
- Ousseynou Ndiaga Diop, allenatore di pallacanestro senegalese († 2016)
- Christopher Neil, produttore discografico, cantautore e attore britannico
- John Nolland, presbitero e biblista australiano
- Kem Nunn, scrittore e sceneggiatore statunitense
- Michael D. O'Brien, scrittore, artista e saggista canadese
- Ciriaco Offeddu, scrittore italiano
- Yoshin Ogata, scultore giapponese
- Gianni Palladino, attore e cabarettista italiano († 2008)
- Tommy Peoples, compositore e violinista irlandese († 2018)
- Santo Piazzese, scrittore italiano
- Maurizio Piccoli, cantautore, compositore e paroliere italiano
- Daniel Picouly, scrittore e fumettista francese
- Guido Pieters, regista olandese
- Joaquim Pijoan i Arbocer, pittore e scrittore spagnolo
- Rosy Pomilia, cantante italiana
- Vasile Popa, ex cestista e allenatore di pallacanestro rumeno
- Graham Priest, filosofo britannico
- Bruce Prochnik, cantante e attore britannico
- Walter Psenner, imprenditore italiano († 2007)
- Guido Quarzo, scrittore italiano
- Elizabeth Quinn, attrice statunitense
- Lorenzo Raggi, paroliere italiano
- Ahmed Rashid, scrittore, giornalista e storico pakistano
- Andrea Rauch, designer e illustratore italiano
- Giorgio Ravegnani, bizantinista italiano
- Alain Renault, giornalista francese
- Eligio Resta, giurista e filosofo italiano
- Ri Pyong-chol, generale e politico nordcoreano
- Judith Ridley, attrice statunitense
- Gerhard Riml, ex sciatore alpino austriaco
- Michelangelo Romano, produttore discografico, giornalista e paroliere italiano
- Floyd D. Rose, musicista e ingegnere statunitense
- Edward Rutherfurd, scrittore britannico
- Guillermo Saccomanno, scrittore argentino
- Ivo Saglietti, fotografo e fotoreporter italiano († 2023)
- Fariborz Sahba, architetto iraniano
- Osman Saleh Mohammed, politico eritreo
- Alexis Sanderson, indologo britannico
- El Ouali Mustafa Sayed, politico saharawi († 1976)
- Margrit Schiller, terrorista tedesca
- Ronaldo Schwantes, schermidore brasiliano († 2013)
- Ernesto Screpanti, economista italiano
- Mohammad Seifzadeh, avvocato e attivista iraniano
- Raphael, musicista statunitense
- Giulia Shell, cantante, attrice e showgirl italiana
- Christiane Sibellin, modella francese
- Petra Siniawski, attrice, cantante e ballerina britannica
- Judge Smith, cantante, compositore e percussionista britannico
- Aldo Sofia, giornalista svizzero
- Guy Standing, economista britannico
- Paul Starling, maestro di karate australiano
- Ned Steinberger, designer statunitense
- Monica Strebel, attrice e modella svizzera
- Luis Suárez Eugenín, cestista cileno († 2024)
- Philip Suriano, attore statunitense
- Suzana Szabados, ex cestista rumena
- Knut Tarald Taraldsen, linguista norvegese
- Anabel Torres, scrittrice, poetessa e traduttrice colombiana
- Stephanie Townsend, ex sciatrice alpina canadese
- Subhi al-Tufayli, politico libanese
- Eberhard Umbach, fisico tedesco
- Martha Vasconcellos, modella brasiliana
- Gustavo Verde, scrittore e umorista italiano
- Dominique Viriot, attore francese
- Daniele Vitali, archeologo italiano
- Terri White, attrice e cantante statunitense
- Dick van Well, imprenditore olandese
- Steven Seth Wilson, sceneggiatore e regista statunitense
- Zakes Mda, scrittore, poeta e drammaturgo sudafricano
- Bruno Zanardi, restauratore e storico dell'arte italiano
- Diego Zandel, scrittore italiano
- Gilberto Ziglioli, chitarrista, paroliere e compositore italiano
- Lu'lu'a al-Faysal Al Sa'ud, principessa saudita
- Abd Allah bin Muhammad Al ash-Sheikh, giurista e politico saudita